# Gressier
Gressier (Haïtiaans-Creools: Gresye) is een stad en gemeente in Haïti met 36.500 inwoners.  De plaats ligt 16 km ten westen van de hoofdstad Port-au-Prince. De gemeente maakt deel uit van het arrondissement Port-au-Prince in het departement Ouest.
Er wordt suikerriet en limoen verbouwd. Verder is er industriële verwerking van suiker, en een vissershaven.

## Indeling
De gemeente bestaat uit de volgende sections communales:
| Nr. | Naam            | Km²   | Inw.2015 |
| --- | --------------- | ----- | -------- |
| 1   | Morne à Bateau  | 17,14 | 3.944    |
| 2   | Morne Chandelle | 32,83 | 19.824   |
| 3   | Petit Boucan    | 42,34 | 12.685   |